# August Wester
August «Gus» Wester, Jr. (12 de febrero de 1882 en Newark, Nueva Jersey- septiembre de 1960) fue un luchador estadounidense que compitió en los Juegos Olímpicos de San Luis 1904. Ganó la medalla de plata en la categoría de peso gallo. Nació en Newark, Nueva Jersey (peso 125 lb). Su afiliación deportiva fue el National Turnverein, Newark (USA).
Él vino en segundo lugar en la categoría de peso ligero en tercer lugar, el peso gallo, detrás de su compatriota Isidor Niflot. Hubo siete participantes en la categoría de peso, todos de los EE. UU.
Anteriormente, Wester obtuvo el segundo lugar en los campeonatos de AAU en 1902, perdiendo ante George Mehnert.